# Ayodhya
Ayodhya (hindî : अयोध्या et ourdou : ایودھیا - du sanskrit : अयोध्या, « ayodhyā » qui signifie « qui ne peut être conquis »), Aoude en français, est une cité antique et une ville de l'Inde, située dans l'État de l'Uttar Pradesh.

## Géographie
Ayodhya est située dans la périphérie de Faizabad, sur la rive droite du Gaghra, à 500 km à l'est de New Delhi et à 160 km à l'est de Lucknow. Elle est au cœur de la région historique de l'Awadh ou Aoude, qui a été nommée d'après celle-ci.

## Histoire
Manu, le progéniteur indien de la race humaine et son premier législateur, serait d'après la tradition le fondateur de la ville. Dans l'antiquité, Ayodhya - alors appelée Saketa - était la capitale du royaume de Kosala. Ville sainte de l'hindouisme, elle est considérée comme sacrée car elle est supposée avoir été la capitale du royaume de Rāma, le héros du Rāmāyana. Dans la littérature purânique du Xe siècle, elle est mentionnée comme une des sept villes saintes (les Sapta puri, avec Haridwar, Mathura, Bénarès, Kanchipuram, Ujjain et Dwarka).
Les jaïns affirment que cinq de leurs Tirthankara sont nés à Ayodhya (Rishabha, Ajita, Abhinandana, Sumatinath et Ananta). C'est pour eux un lieu de pèlerinage important à ce titre.
Gautama Bouddha y donna quelques enseignements. D'après les documents historiques du bouddhisme, c'est à Ayodhya que le grand maître mahāyāniste Asanga reçut l'enseignement vijñānavādin du bodhisattva Maitreya qu'il mit ensuite par écrit, dont la naissance des cinq grands traités célèbres (Pancha maitreyograntha) constituant le fondement de l'école Vijñānavāda :
1. Abhisamayālankārakārikā (« Ornement de la réalisation ») ;
2. Mahāyānasūtrālankārakārikā (« Ornement des sūtras mahāyāna ») ;
3. Madhyānta-vibhanga (« Discrimination entre le milieu et les extrêmes ») ;
4. Dharmadharmatāvibhanga (« Discrimination entre existence et essence ») ;
5. Mahāyānottaratantra-śastra ou Ratnagotravibhaga (« Traité sur la nature de Bouddha »).

Au VIIe siècle, le pèlerin chinois Xuanzang la visita et y compta 20 temples bouddhistes hébergeant 3 000 moines, au sein d'une population cependant majoritairement hindouiste. À la fin du XIXe siècle, Ayodhya comportait 96 temples hindous et 36 mosquées. C'est là que le poète Tulsîdâs aurait composé sa version de l'épopée de Rāma.
D'après certains chercheurs, s'appuyant sur des légendes compilées dans le Samguk Yusa, la reine coréenne Heo Hwang-ok, qui a vécu dans l'actuel Gimhae entre les Ier et IIe siècles, serait originaire d'Ayodhya.

## Tensions inter-communautaires autour de la mosquée
Depuis le début des années 1990, Ayodhya est devenu le centre d'un conflit inter-communautaire entre musulmans et hindous. En effet, se trouvait dans cette ville la Mosquée de Babri (ou mosquée de Babur), construite en 1528 à la place supposée d'un temple hindou consacré à Rāma, roi légendaire et septième incarnation de Vishnou. Or ce site est, pour les Hindous, celui que le Ramayana désigne comme le lieu de naissance de Rāma, et donc l'un des lieux les plus sacrés de l'hindouisme.
Le 6 décembre 1992, une manifestation organisée par les nationalistes hindous contre l'existence de cette mosquée dégénère et aboutit à sa destruction. S'ensuivent de violents affrontements dans tout le pays qui causent la mort de 2 000 personnes, principalement des musulmans.
Le gouvernement a depuis acheté le terrain pour le soustraire aux factions rivales. Des fouilles entreprises sur le site pour vérifier la validité des revendications des dévots de Rāma confirment la présence d'un lieu de culte hindou antérieur à la mosquée. Dans l'attente de l'autorisation de commencer des travaux, les hindous dressent les plans d'un nouveau temple ; les matériaux nécessaires à sa construction sont bénis et entreposés à quelque distance du site.
La Haute Cour d'Allâhâbâd a décidé, le 30 septembre 2010, que le site devait être divisé en trois parties : un tiers aux représentants de la communauté hindoue, un autre aux représentants de la communauté musulmane, le dernier étant octroyé à l'organisation hindoue Nirmohi Akhara.
Le verdict précise que la mosquée Babri, érigée par l'empereur moghol Babur au XVIe siècle, a bien été construite sur les ruines d'un temple hindou. Selon le jugement de 2010, les 265 inscriptions découvertes le 6 décembre 1992 après la démolition du bâtiment, ainsi que l'étude d'autres vestiges architecturaux ne laisse place à aucun doute sur le fait que les inscriptions sont en écriture devanagari datant des XIe et XIIe siècles : les trois juges admettent qu'il y a un temple sous la mosquée et deux juges sur trois admettent que le temple a été démoli.
Selon le Jaïn Samata Vahini, une organisation sociale des jaïns, la « structure qui a pu être trouvée lors de fouilles serait un temple jaïn du VIe siècle » ; Sohan Mehta, secrétaire général du Jaïn Samata Vahini, prétend que la structure démolie a été construite sur les vestiges d'un ancien temple jaïn, et que l'excavation par l'Archaeological Survey of India, commandée par la haute Cour d'Allahabad pour régler les différends concernant la mosquée Babri, le prouve.
L'ensemble des juges ont décidé que le dôme central de la structure était attribué à la communauté hindoue, peut-on lire sur le site internet du Hindustan Times. L'un des avocats de la communauté musulmane a indiqué qu'il ferait appel de la décision.
Le 9 novembre 2019, la Cour Suprême indienne a rendu le jugement définitif : le terrain controversé d'Ayodhya est alloué dans son intégralité à la communauté hindoue pour la construction d'un nouveau temple, le Ram Mandir. La communauté musulmane se voit allouer un terrain de cinq hectares (soit par l’État (de l'Uttar Pradesh) soit par le Centre (le Gouvernement de l'Union)[Quoi ?]). Le jugement complet représente 1045 pages.
Le Ram Mandir est finalement édifié sur le site en lieu et place de la mosquée, et est inauguré en 2024.

## Lieux et monuments
Le rapport demandé à l'Archaeological Survey of India et rendu en août 2003 affirme que l'on y trouve « une preuve archéologique d'une structure massive juste en dessous de la structure contestée (la mosquée) » : « une sculpture mutilée d'un couple divin » a été mise au jour, ainsi que des motifs décoratifs en forme de fleur de lotus, symbole classique de l'hindouisme.

### Temple de Ram Mandir
Le Ram Mandir est un temple dédié au roi Rāma, figure centrale de l'épopée du Rāmāyaṇa. Un premier lieu de culte était édifié sur le lieu de naissance de Rāma, un des lieux les plus sacrés de l'hindouisme. La mosquée de Babri qui s'était substituée à lui lors des invasions mogoles ayant été détruite en 1992 par des fondamentalistes hindous, la construction du temple hindouiste n'a débuté qu'après que la Cour Suprême d'Inde ait statué sur le différend politico-religieux opposant musulmans et hindous.
Élément du programme électoral du BJP, la construction du temple a débuté en 2020 sous les auspices du Premier ministre Narendra Modi, lequel a également procédé à sa consécration en janvier 2024.

### Parc mémoriel de la reine Heo Hwang-ok
Fondé en 2001, le parc mémorial de la reine Heo Hwang-ok, situé sur les rives du Ghaghara, fait le 6 novembre 2018, l'objet d'une visite officielle du ministre sud-coréen de la culture, Do Jong-hwan, qui y inaugure l'extension et la rénovation du site. Un pavillon coréen s'y trouve, construit dans l'architecture coréenne de la période Joseon au XVIIe siècle, inspiré du palais de Changdeok à Séoul.

## Divers
- La ville d'Ayutthaya en Thaïlande a été nommée d'après le nom d'Ayodhya.
- La ville de Yogyakarta en Indonésie a également été nommée d'après Ayodhya.

## Galerie

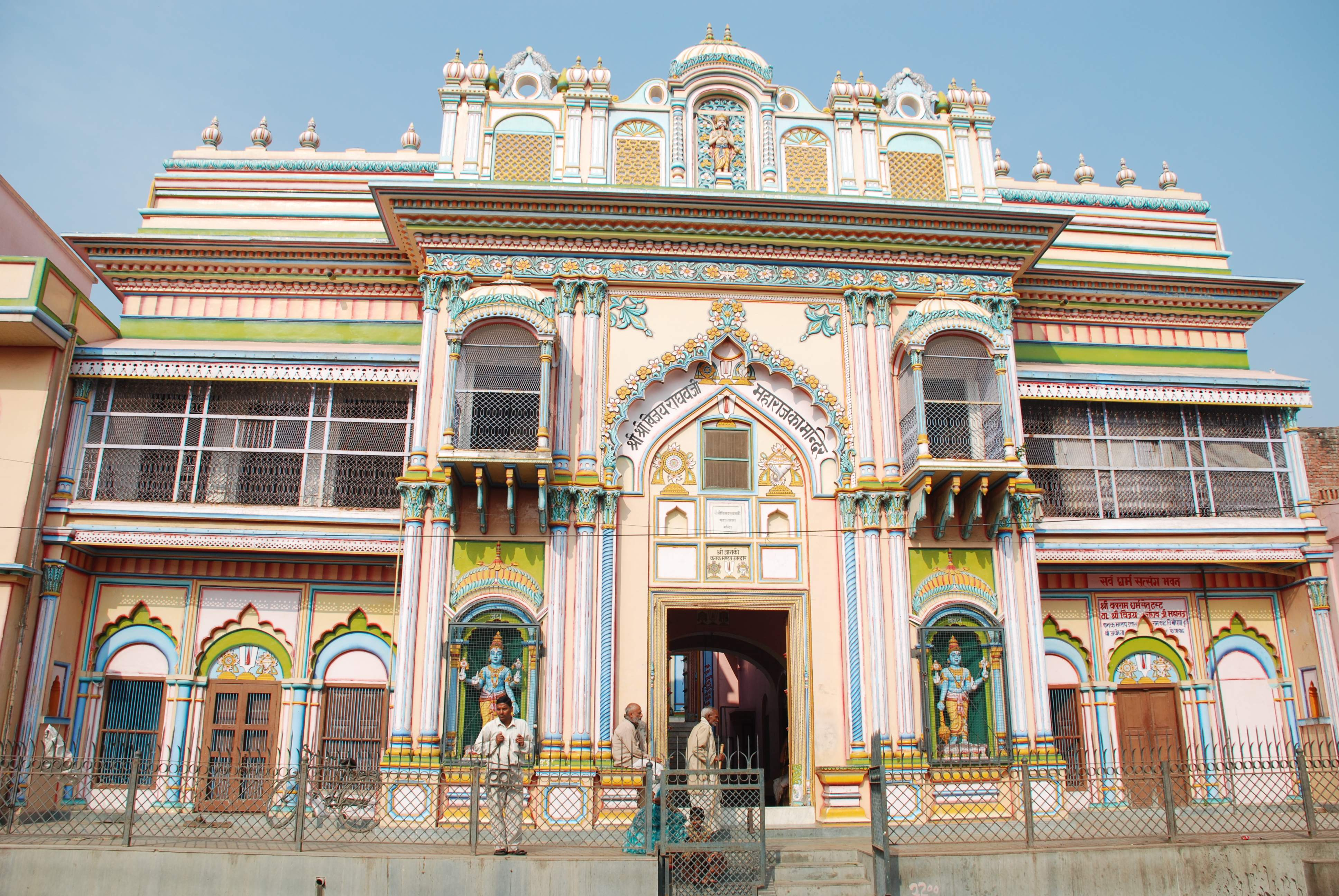
Le temple de Vijayaraghava, un lieu de culte et centre communautaire d'obédience Sri Vishnouïte, du courant Thenkalai.
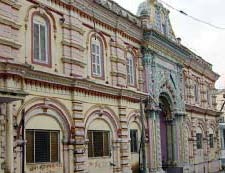
Le temple de Swaminarayan d'Ayodhya. Lieu de culte et centre communautaire vishnouïte goudjarati.
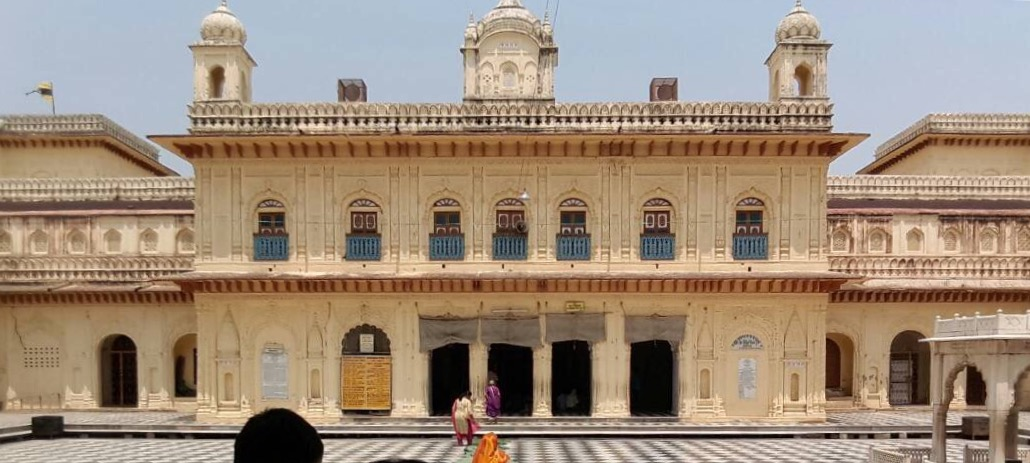
Le Temple de Kanak Bhavan, un des temples majeurs de la ville. Comme beaucoup de temples vishnouïtes d'Inde du Nord, il est construit sous la forme d'une havelî.
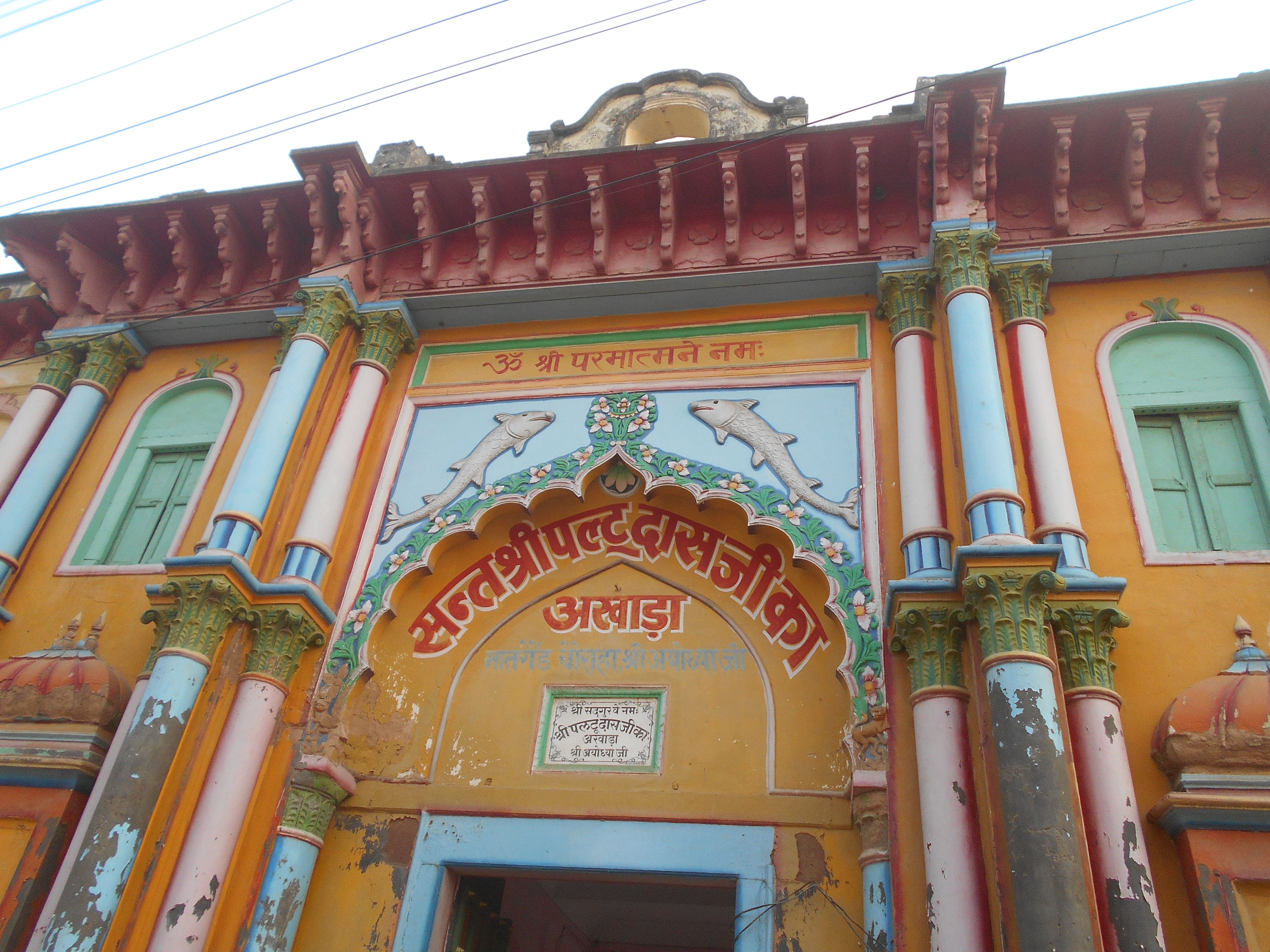
Un vieux akhara de la ville. Sur le fronton figurent deux poissons s'embrassant, un symbole ancien de l'Aoude, dont des nababs de la région.